# Indian Bay (zatoka na wschód od Sydney Harbour)
Indian Bay – zatoka (ang. bay) w kanadyjskiej prowincji Nowa Szkocja, w hrabstwie Cape Breton, na wschód od zatoki Sydney Harbour; nazwa urzędowo zatwierdzona 3 grudnia 1953.